# Cúp quốc gia Scotland 1984–85
Cúp quốc gia Scotland 1984–85 là mùa giải thứ 100 của giải đấu bóng đá loại trực tiếp uy tín nhất Scotland. Chức vô địch thuộc về Celtic khi đánh bại Dundee United trong trận Chung kết.

## Vòng Một
| Đội nhà              | Tỉ số  | Đội khách          |
| -------------------- | ------ | ------------------ |
| Berwick Rangers      | 3 – 1  | Albion Rovers      |
| Dunfermline Athletic | 1 – 3  | East Stirlingshire |
| Queen of the South   | 2 – 1  | Arbroath           |
| Stenhousemuir        | 2 – 1  | Whitehill Welfare  |
| Stirling Albion      | 20 – 0 | Selkirk            |
| Stranraer            | 2 – 2  | Gala Fairydean     |

### Đấu lại
| Đội nhà        | Tỉ số | Đội khách |
| -------------- | ----- | --------- |
| Gala Fairydean | 0 – 1 | Stranraer |

## Vòng Hai
| Đội nhà            | Tỉ số | Đội khách            |
| ------------------ | ----- | -------------------- |
| Alloa Athletic     | 2 – 1 | East Stirlingshire   |
| Berwick Rangers    | 1 – 1 | Inverness Caledonian |
| Cowdenbeath        | 2 – 1 | Stirling Albion      |
| Inverness Thistle  | 1 – 1 | Spartans             |
| Keith              | 2 – 0 | Brora Rangers        |
| Queen of the South | 3 – 1 | Montrose             |
| Queen's Park       | 0 – 0 | Raith Rovers         |
| Stranraer          | 0 – 0 | Stenhousemuir        |

### Đấu lại
| Đội nhà              | Tỉ số | Đội khách         |
| -------------------- | ----- | ----------------- |
| Stenhousemuir        | 0 – 2 | Stranraer         |
| Spartans             | 1 – 2 | Inverness Thistle |
| Raith Rovers         | 1 – 0 | Queen's Park      |
| Inverness Caledonian | 3 – 3 | Berwick Rangers   |

#### Đấu lại lần 2
| Đội nhà              | Tỉ số | Đội khách       |
| -------------------- | ----- | --------------- |
| Inverness Caledonian | 3 – 0 | Berwick Rangers |

## Vòng Ba
| Đội nhà             | Tỉ số | Đội khách            |
| ------------------- | ----- | -------------------- |
| Inverness Thistle   | 3 – 0 | Kilmarnock           |
| Stranraer           | 4 – 6 | Queen of the South   |
| St Johnstone        | 1 – 1 | Dundee               |
| Airdrieonians       | 0 – 3 | Falkirk              |
| Cowdenbeath         | 0 – 4 | St Mirren            |
| Dundee United       | 3 – 0 | Hibernian            |
| Forfar Athletic     | 1 – 0 | Clydebank            |
| Aberdeen            | 5 – 0 | Alloa Athletic       |
| Hamilton Academical | 1 – 2 | Celtic               |
| Hearts              | 6 – 0 | Inverness Caledonian |
| Meadowbank Thistle  | 4 – 2 | Partick Thistle      |
| Motherwell          | 4 – 0 | Dumbarton            |
| Ayr United          | 3 – 1 | Keith                |
| Brechin City        | 1 – 1 | East Fife            |
| Greenock Morton     | 3 – 3 | Rangers              |
| Raith Rovers        | 2 – 2 | Clyde                |

### Đấu lại
| Đội nhà   | Tỉ số | Đội khách       |
| --------- | ----- | --------------- |
| Dundee    | 2 – 1 | St Johnstone    |
| Clyde     | 1 – 2 | Raith Rovers    |
| Rangers   | 3 – 1 | Greenock Morton |
| East Fife | 0 – 4 | Brechin City    |

## Vòng Bốn
| Đội nhà            | Tỉ số | Đội khách         |
| ------------------ | ----- | ----------------- |
| Meadowbank Thistle | 0 – 2 | Motherwell        |
| Ayr United         | 0 – 1 | St Mirren         |
| Brechin City       | 1 – 1 | Hearts            |
| Celtic             | 6 – 0 | Inverness Thistle |
| Forfar Athletic    | 2 – 1 | Falkirk           |
| Queen of the South | 0 – 3 | Dundee United     |
| Raith Rovers       | 1 – 2 | Aberdeen          |
| Rangers            | 0 – 1 | Dundee            |

### Đấu lại
| Đội nhà | Tỉ số | Đội khách    |
| ------- | ----- | ------------ |
| Hearts  | 1 – 0 | Brechin City |

## Tứ kết
| Đội nhà    | Tỉ số | Đội khách       |
| ---------- | ----- | --------------- |
| Dundee     | 1 – 1 | Celtic          |
| Hearts     | 1 – 1 | Aberdeen        |
| Motherwell | 4 – 1 | Forfar Athletic |
| St Mirren  | 1 – 4 | Dundee United   |

### Đấu lại
| Đội nhà  | Tỉ số | Đội khách |
| -------- | ----- | --------- |
| Aberdeen | 1 – 0 | Hearts    |
| Celtic   | 2 – 1 | Dundee    |

## Bán kết
| Aberdeen | 0 – 0 | Dundee United |
| -------- | ----- | ------------- |
|          |       |               |

| Celtic          | 1 – 1 | Motherwell          |
| --------------- | ----- | ------------------- |
| Tommy Burns 22' |       | Gary McAllister 13' |

### Đấu lại
| Aberdeen  | 1 – 2 | Dundee United                        |
| --------- | ----- | ------------------------------------ |
| Angus 86' |       | Paul Sturrock 5' · Stuart Beedie 59' |

| Celtic                                | 3 – 0 | Motherwell |
| ------------------------------------- | ----- | ---------- |
| Roy Aitken 73' · Mo Johnston 82', 90' |       |            |

## Chung kết
| Celtic                                | 2 – 1 | Dundee United     |
| ------------------------------------- | ----- | ----------------- |
| Davie Provan 77' · Frank McGarvey 84' |       | Stuart Beedie 55' |